# Global (album)
Global è un album in studio del musicista statunitense Todd Rundgren, pubblicato nel 2015.

## Tracce
Testi e musiche di Todd Rundgren.
1. Evrybody – 3:28
2. Flesh & Blood – 4:50
3. Rise – 3:44
4. Holyland – 4:04
5. Blind (featuring Bobby Strickland) – 4:38
6. Earth Mother (featuring Rachel Haden, Janet Kirker, Michele Rundgren, Jill Sobule & Tal Wilkenfeld) – 3:27
7. Global Nation – 3:44
8. Soothe – 4:23
9. Terra Firma – 4:25
10. Fate – 4:09
11. Skyscraper (featuring Kasim Sulton) – 4:06
12. This Island Earth – 4:01
13. Technopolis (Digital edition bonus track) – 4:37